# ヴァインハイム
ヴァインハイム (ドイツ語: Weinheim, ドイツ語発音: [ˈva‿inha‿im]、 アレマン語: Wyye) は、ドイツ連邦共和国バーデン＝ヴュルテンベルク州ライン＝ネッカー郡に属す都市。バーデン＝ヴュルテンベルク州北西部、ハイデルベルクの北約18km、マンハイムの北東約15kmのベルクシュトラーセ沿いに位置する。この都市はライン＝ネッカー大都市圏に属す。また、ライン＝ネッカー郡最大の都市でもあり、1956年4月1日から大規模郡都市となっている。2つの防衛施設ヴィンデック城趾とヴァッヒェンブルク城趾があることから、『2つの城の都市』とも呼ばれる。

## 地理

### 位置と自然環境

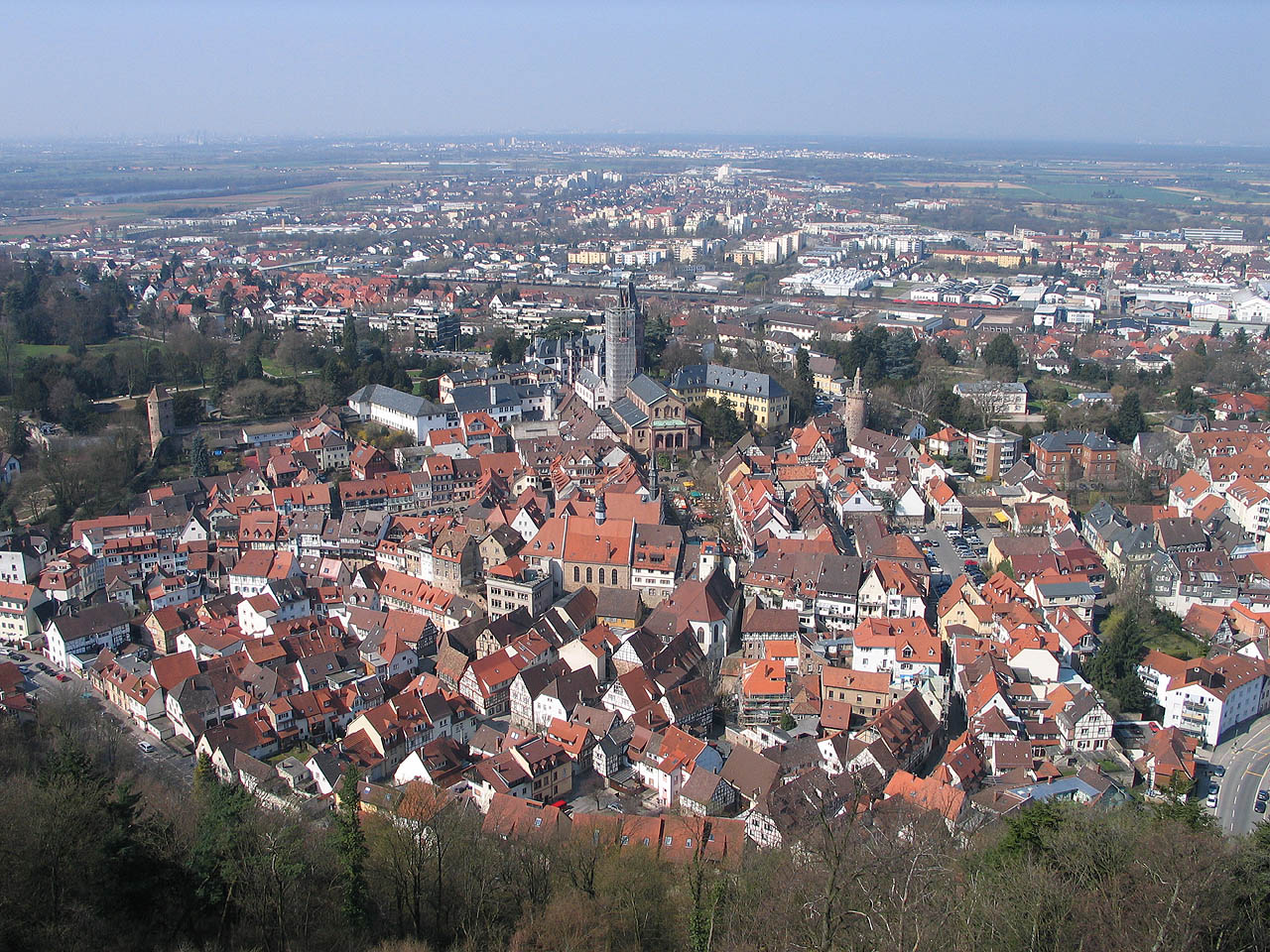
現在は「旧市街」と呼ばれている中世の「新市街」

ヴァインハイムは、オーバーライン地溝帯とぶつかるオーデンヴァルトの西端を通るベルクシュトラーセ沿いに位置する。旧中核部はヴェシュニッツ川の河口部、新市街はグルンデルバッハ川の渓谷に位置する。新しい市区は城山の裏側、ベルクシュトラーセ沿い、ライン盆地内にまで広がっている。
ヴェシュニッツ渓谷とグルンデルバッハ渓谷との間には標高400mのヴァッヒェンベルク、その北にヒルシュコプフと標高348mのザウコプフ、その南に標高340mのガイアースベルクがある。市内の最高地点はオーバーフロッケンバッハ市区、オーデンヴァルトのアイヒェルベルクで標高526mである。
ベルクシュトラーセ沿いに位置することからヴァインハイムは穏やかな気候である。
市域の面積は5,811ha強である。そのうち24.2%が住宅・交通用地（市街地）、42.9%が農業用地、30.0%が森林である。

### 隣接する市町村
以下の市町村がヴァインハイム市に隣接する。東から時計回りに列記する。
ビルケナウ、ゴルクスハイマータール（ともにヘッセン州ベルクシュトラーセ郡）、ハイリヒクロイツシュタイナハ、シュリースハイム、ヒルシュベルク・アン・デア・ベルクシュトラーセ、ヘッデスハイム（以上、ライン＝ネッカー郡）、フィールンハイム（ベルクシュトラーセ郡）、ヘムスバッハ（ライン＝ネッカー郡）

### 市の構成
ヴァインハイム市は、中核都市部と10の市区(Stadtteil)からなる。10の市区とは、ホーエンザクセン、リュッツェルザクセン、オーバーフロッケンバッハ、シュタインクリンゲン、ヴュンシュミヒェルバッハ、リッペンヴァイアー、リッテンヴァイアー、ハイリヒクロイツ、リッチュヴァイアー、ズルツバッハである。市区は、バーデン＝ヴュルテンベルク州の市町村法が定める、地区議会とその議長を務める地区長を持つ6つの地区(Ortschaft)を形成する。オーバーフロッケンバッハ市区、シュタインクリンゲン市区、ヴュンシュミヒェルバッハ市区の3市区がまとまってオーバーフロッケンバッハ地区を、リッペンヴァイアー市区、リッテンヴァイアー市区、ハイリヒクロイツ市区がまとまってリッペンヴァイアー地区を形成し、残りの各市区は単独で地区となる。市域全体は、バーデン＝ヴュルテンベルク州の市町村法が定める6つの居住管区(Wohnbezirke)を形成する。ホーエンザクセン地区とリッチュヴァイアー地区が一つの居住管区を形成し、残りの地区および中核都市部がそれぞれ居住管区となる。

### 地域計画
ヴァインハイムは、上級中心マンハイムならびにハイデルベルク地区の中級中心都市である。中級中心都市としてのヴァインハイムが管轄する市町村は、ヴァインハイム自身の他に、ヘムスバッハ、ヒルシュベルク・アン・デア・ベルクシュトラーセ、ラウデンバッハである。

## 歴史
ロルシュ修道院の土地管理台帳であるロルシュ文書の755年の書類に「Winenheim」についての最初の記録がある。ヴァインハイム(Weinheim)の名前はワイン(Wein)に由来するものではなく、この地方を開墾した人々、ヴィーノ(Wino)の家(Heim)に由来する。

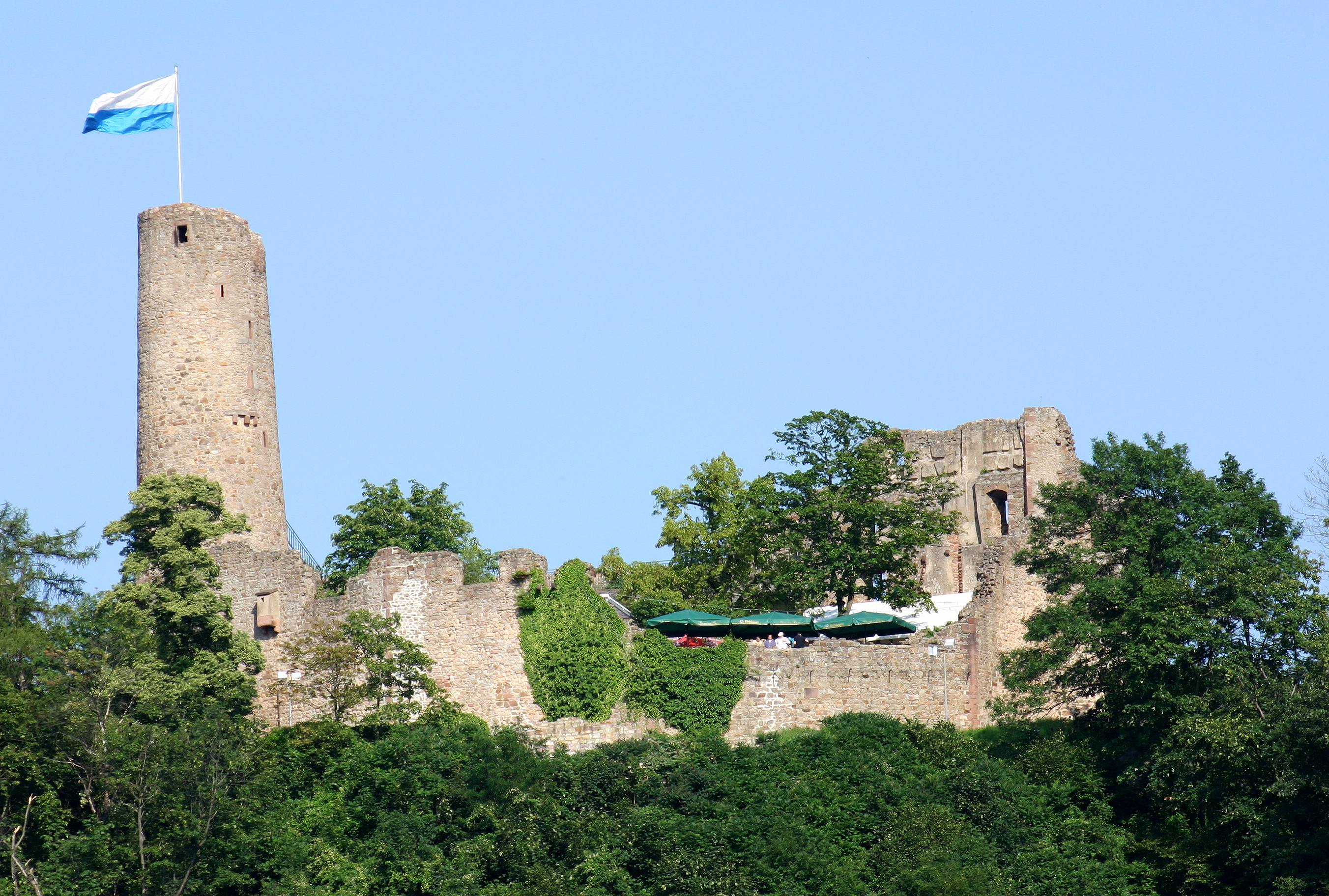
ヴィンデック城趾

1000年に、皇帝オットー3世はロルシュ修道院に市場の開催権を授け、1065年にはさらに貨幣鋳造権を認めた。ロルシュ修道院は、所領を防衛する目的で、村の高台にヴィンデック城を建設した。ロルシュの保護者としてライン宮中伯コンラートは、ヴァインハイムと城を要求した。1232年以後、ロルシュ修道院はマインツ司教の管理下に置かれ、このためマインツとプファルツの間で長い権力闘争が行われた。
1250年頃にライン宮中伯は旧市街の近くに、マインツ司教への対抗として新市街を創設した。1264年の仲裁判定でプファルツ側に新市街とヴィンデック城が与えられた。この時、ノイシュタットに対して初めて「都市」という言葉が用いられた。都市権が与えられた事情については伝えられていない。1308年には旧市街も宮中伯領となった。ヴァインハイムは、1368年にプファルツ選帝侯の中核地域に組み込まれ、14世紀の終わりからオーバーアムト・ハイデルベルクの管轄下に置かれた。1454年には、それまで行政上分離されていた旧市街と新市街が一つの都市に合併した。

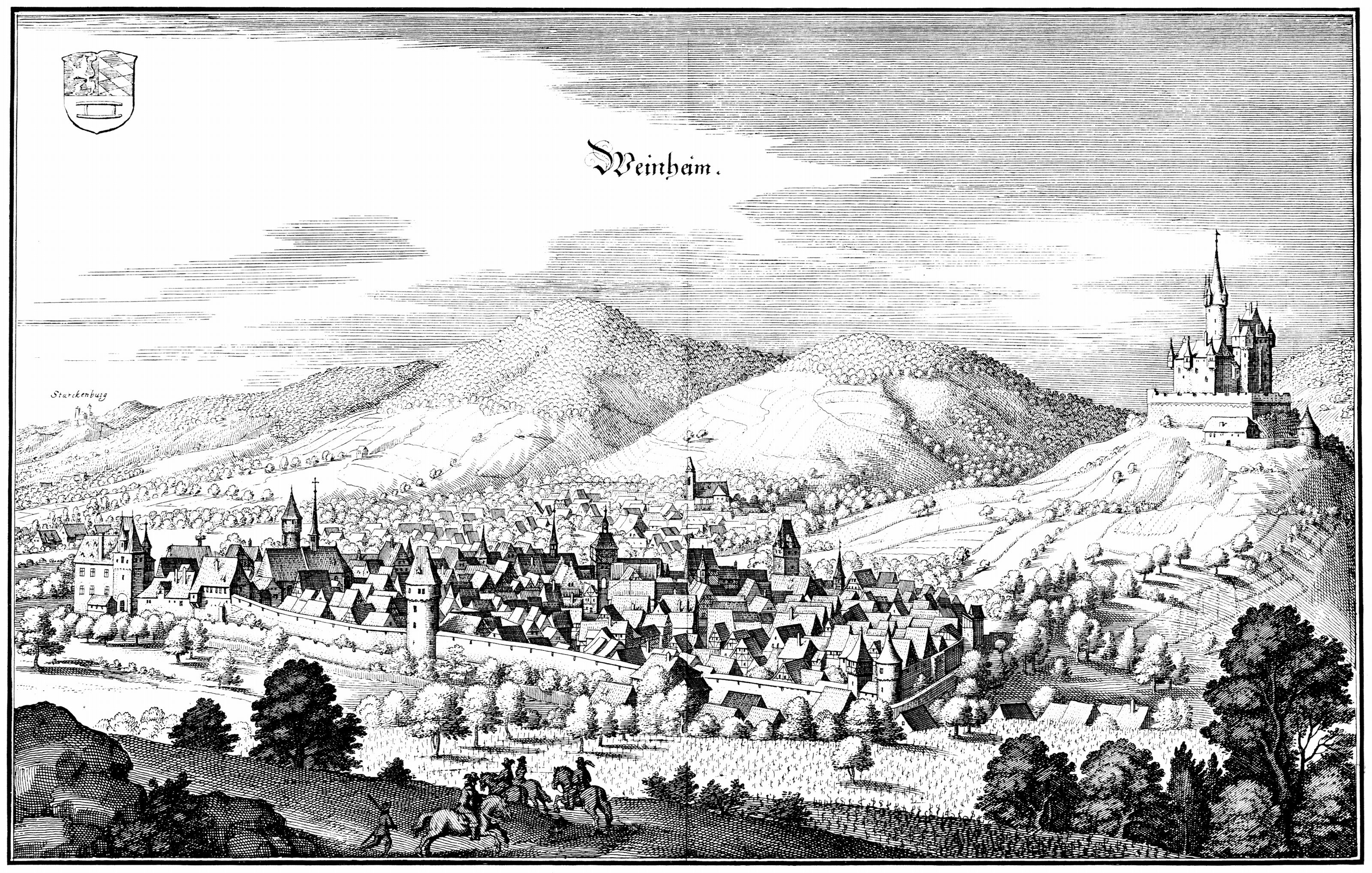
1645年頃のヴァインハイム

17世紀のヴァインハイムは三十年戦争、ネーデルラント継承戦争、プファルツ継承戦争で何度も他国の軍隊により征服され、ヴィンデック城は破壊された。
1698年にプファルツ選帝侯ヨハン・ヴィルヘルムは2年間、宮廷、ハイデルベルク大学、貨幣鋳造所、印刷所をヴァインハイムに移した。ヴァインハイム城の大規模な拡張工事計画は実現しなかった。
1803年にプファルツ選帝侯は廃止され、ヴァインハイムはバーデン領となり、ベツィルクスアムトの所在地となった。1848年のバーデン革命では、ヴァインハイムの過激派が鉄道を妨害して列車を脱線させた。このシュトルーフェ暴動の結果、33人のヴァインハイム住民が告訴された。
政治的には、ドイツ帝国が成立した1871年から国民自由党が最有力政党であったが、20世紀の初めに社会民主党(SPD)にその座を逐われた。ヴァイマル共和政下でもSPDが最有力政党の座を保ったが、1932年からは国家社会主義ドイツ労働党(NSDAP)と共産党(KPD)に追いやられた。1933年の帝国議会選挙ではNSDAPが46%、KPDが19%の票を獲得した。
1936年にベツィルクスアムト・ヴァインハイムが廃止され、ベツィルクスアムト・マンハイムと合併した。これが1938年にマンハイム郡となり、1973年1月1日に郡再編の枠組みに従ってライン＝ネッカー郡の一部となった。
ヴァインハイム市の人口は1943年に2万人を超えた。このため、1956年4月1日にバーデン＝ヴュルテンベルク州の市町村法が発効すると直ちに大規模郡都市となった。

### 宗教
ヴァインハイムは、元々ヴォルムス司教区に属しており、その首席司祭の所在地であった。プファルツ選帝侯領全域がそうであったように、ヴァインハイムにも宗教革命がもたらされたが、その時期は遅く1565年になってからであった。初めに改革派教会が組織された。1689年からはルター派の教会も創設された。プファルツ選帝侯は1685年から再びカトリックに転じ、カトリック教会が足場を固めた。その比率は1689年の時点で2/7に及んだ。
1806年にバーデン大公領に移行した後、1821年に両プロテスタント系宗派が統一された。ヴァインハイムは教区監督官の所在地であった。その教区は、現在ラーデンブルク＝ヴァインハイム教会管区と呼ばれており、22の教会組織がこれに含まれる。ヴァインハイム市内の教会で、この組織に属すのは、ヴァインハイム教会組織（ヨハニス教会、ルカス教会、マルクス教会、ペータース教会からなる）、リュッツェルザクセン教会組織、ホーエンザクセン教会組織、ハイリヒクロイツ＝オーバーフロッケンバッハ教会組織、ズルルバッハ・パウル＝ゲルハルト教会組織である。
カトリック教会は、まずは引き続きヴォルムス司教区に属したが、ブルッフザール司教総代理区が廃止された後、1821年から1827年までには新たに創設されたフライブルク大司教区に属した。ここでも引き続き首席司祭の所在地の地位は存続した。現在、この首席司祭区には14の教区が属している。ヴァインハイム聖ラウレンティウス教会、聖マリア教会、ヘルツ＝イェーズ教会（ズルツバッハ支部教会を含む）、聖ヤコブス教会が、隣町ヒルシュベルク・アン・デア・ベルクシュトラーセのロイタースハウゼン洗礼者聖ヨハネ教会とともに、ヴァインハイム司牧会を形成している。
1228年からヴァインハイムにしばしばユダヤ人が住み始め、19世紀に大きなコミュニティを形成した。特に小さな町村からの移住者を中心に形成されたこの組織は、1905年に192人が登録されピークを迎えた。1933年にはヴァインハイムに住んでいた168人以上のユダヤ人が、国家社会主義者の迫害を逃れて、特にアメリカや大都市部へ、移住していった。シナゴーグは1938年に突撃隊によって破壊され、その後すぐに爆破された。残っていた47人のヴァインハイムのユダヤ人は1940年にヴァグナー＝ビュルッケル・アクションに基づきGursに送られた。その大部分が、Gursあるいはアウシュヴィッツで殺害された。
二大教会組織の他にも、ヴァインハイムには現在自由教会やその組織が存在している。Bund Evangelisch-Freikirchlicher Gemeinden（バプテスト教会）、ヴァインハイム・Liebenzeller教会、セブンデー・アドベンチスト教会などがそれにあたる。またエホバの証人や新使徒派教会もヴァインハイムにはある。イスラム教のコミュニティは、トルコ・メフラナ・モスクを拠点としている。

### 市町村合併
以下の自治体がヴァインハイムに合併した。
- 1972年5月1日: オーバーフロッケンバッハ
- 1972年6月1日: ズルツバッハ
- 1972年7月1日: リッペンヴァイアー
- 1972年8月1日: リッチュヴァイアー
- 1973年1月1日: ホーエンザクセン、リュッツェルザクセン

### 人口推移
各時点それぞれでの市域内の人口を記す。数値は課税成績、国勢調査、各時点での公的機関による推計値に基づいている。

1817年以降のヴァインハイムの人口推移

## 行政

### 市議会
ヴァインハイム市の市議会は5年ごとの直接選挙で選出される37人の議員からなる。これに議長を務める上級市長が加わる。

### 首長
この市の首長は、1956年4月1日から上級市長の肩書きを持つ。8年ごとの直接選挙で選出される。第二次世界大戦後の市長/上級市長を列記する。
- 1945年: リヒャルト・フロイデンベルク
- 1945年 - 1948年: ヴィルヘルム・ブリュック
- 1948年 - 1966年: ロルフ・エンゲルブレヒト
- 1966年 - 1986年: テオ・ギーセルマン
- 1986年 - 2002年: ウーヴェ・クレーフート (SPD)
- 2002年 - 2018年: ハイナー・ベルンハルト (SPD)
- 2019年 - : マヌエル・ユスト（無所属）

### 紋章
図柄: 基部からせり上がる三角図形で三分割。基部の三角模様は金地に赤いブドウ摘みの台。向かって左は黒地に赤い爪、赤い舌を出し、赤い冠を被った左向き（向かって右向き）金の獅子。向かって右は銀と青の斜め格子模様。
赤いブドウ摘みの台は、1337年の日付がある最も古い印章で既に用いられている意匠である。ブドウつみの台は、地名の一部（Wein＝ブドウ、ワイン）からの連想で採用されたと考えられるが、実際には地名のWeinはブドウに由来するものではなく、フランク人の人名Winoに由来するものである。プファルツの獅子とヴィッテルバッハの斜め市松模様は、550年間ヴァインハイムの所有者であったプファルツ選帝侯のシンボルである。現在一般的なこの形と配色の紋章は、1899年に確定された。

### 友好都市
- カヴァイヨン（フランス、ヴォクリューズ県）1958年
- ルターシュタット・アイスレーベン（ドイツ、ザクセン＝アンハルト州）1990年
- イーモラ（イタリア、エミリア＝ロマーニャ州）1991年
- ラマト・ガン（イスラエル、テルアビブ地区）1999年

## 文化と見所

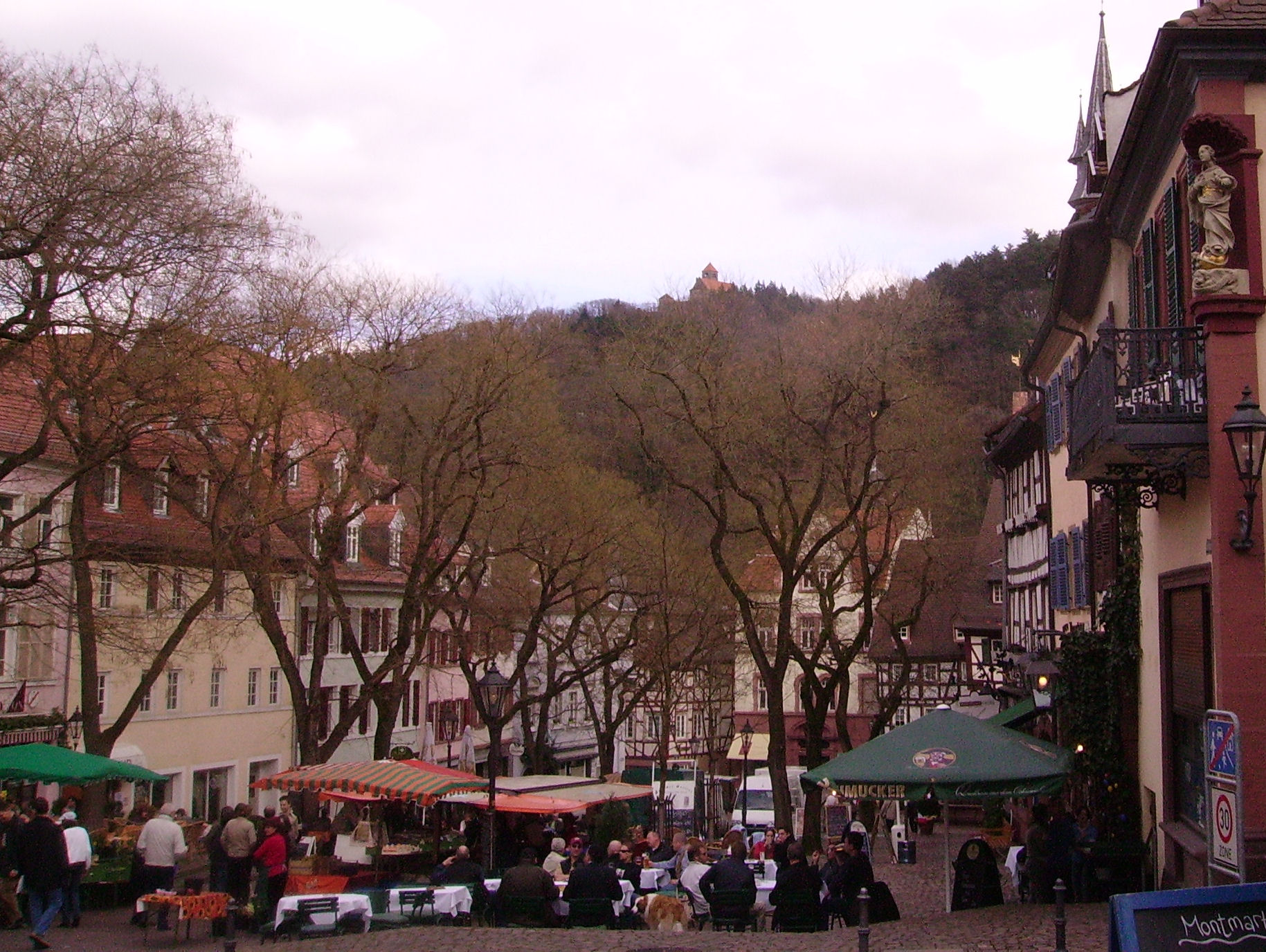
ヴァインハイムのマルクト広場

### 博物館
ヴァインハイム市の博物館はかつてドイツ騎士団の庁舎であった建物で、ヴァインハイムおよび周辺地域の品を展示している。先史時代からメロヴィング朝時代までの考古学史料では、ネヒステンバッハの青銅器と呼ばれる、骨壺埋葬時代（青銅器時代後期）の76点の日用品が目玉である。この他、中世の入植時代や近代のヴァインハイムの社会史や現在この地域で活躍している芸術家の作品も展示されている。

### 音楽
ヴァインハイムには、全国的に知られたジャズ・クラブがある。1984年にオープンしたブルース＆ジャズ・クラブ「Muddy's Club」である。このクラブは市立図書館内にある。このクラブでは、ウィリー・リトルフィールド、アート・ファーマー、シルヴィア・ドロステ、ローズ・ネイビンガー、アンジェラ・ブラウンらが演奏した。

### 建築
急勾配の歴史的マルクト広場沿いにある1557年建造の旧市役所、マルクトの泉、17世紀の初めからのレーヴェン薬局は特別な見所である。
1731年建造のプロテスタントの市教会や1911年建造のカトリックの聖ラウレンティウス教会も見応えがある。プロテスタントのペーター教会は1912年にネオロマネスク風のユーゲントシュティール様式で、先代の建物があった場所に建造された。市西部には多面の彩色ガラス壁をもつ1957年建造のマルクス教会がある。
かつての都市防衛施設では、市壁の多くの部分、オーバートーア（上の門）、防衛塔ブラウエ・フート（青い屋根）、魔女の塔、赤の塔が保存されている。

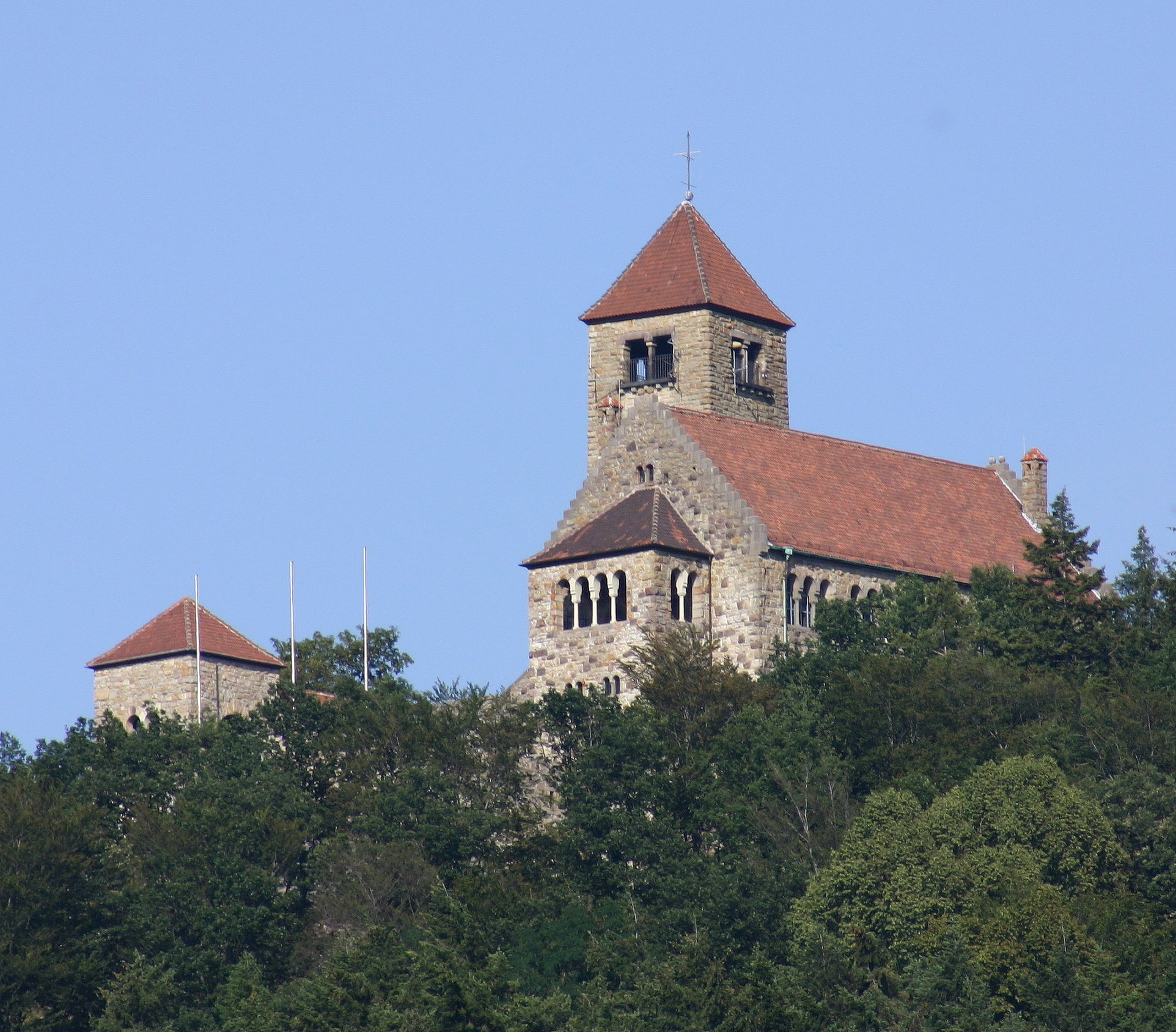
ヴァッヒェンブルク城

2つの城、ヴィンデック城とヴァッヒェンブルク城はこの都市の象徴的建造物である。後者はヴァインハイマー・ゼニオーレン＝コンヴェント（1907年設立、1928年に城を建造）によって建設された。

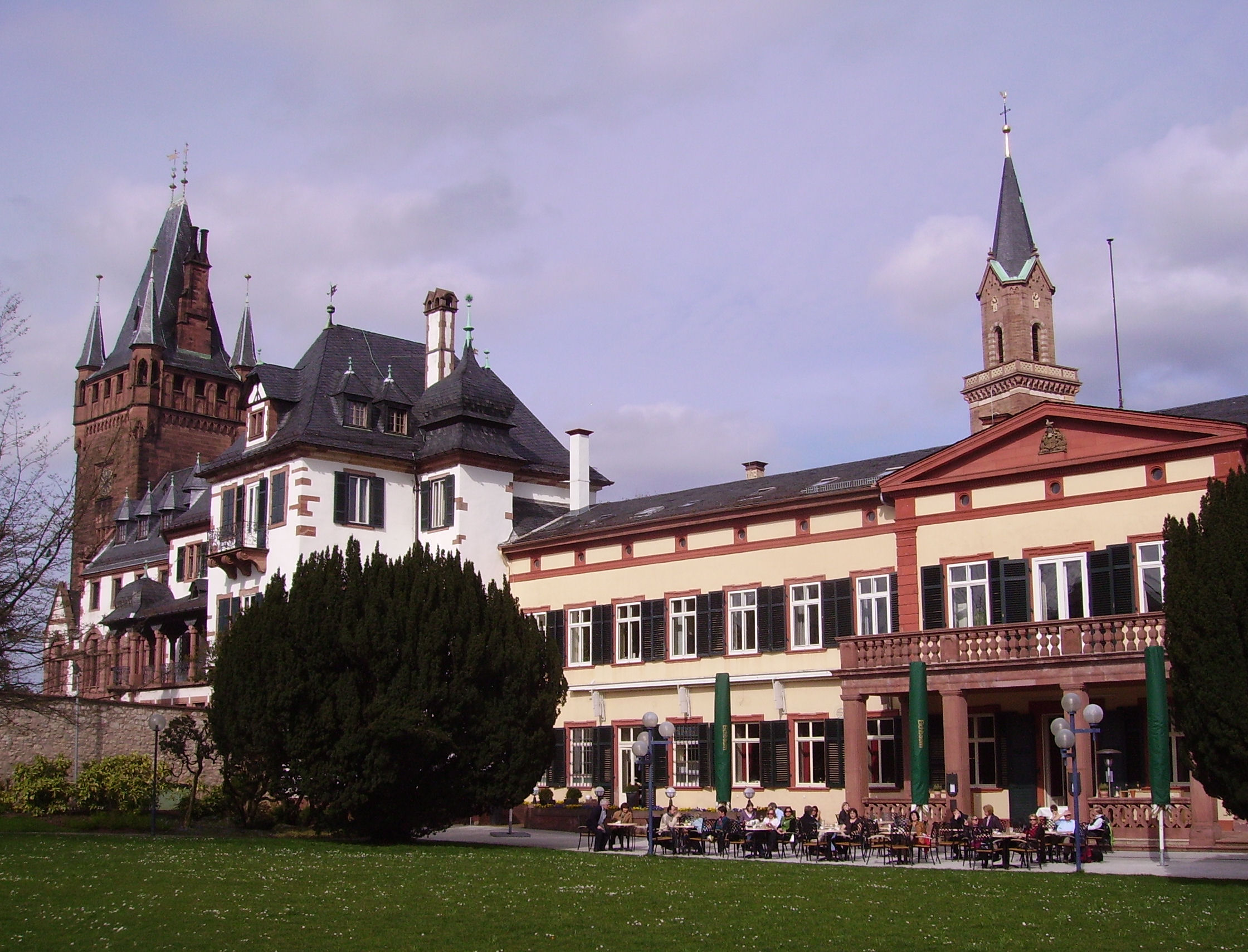
ヴァインハイム城

プファルツ選帝侯の城館、ヴァインハイム城（1537年）は現在市役所に使われており、1710年建造のドイツ騎士団庁舎は市立博物館に利用されている。
グルンデルバッハ川の渓谷に位置するゲルバーバッハ地区には、中世の手工芸村大規模で慎重に復元され展示されている。ロマンティックなアングルや建築史・社会史上興味深い点が多い路地に面し、フランケン風の木組み建築がある。
さらにビューディンガー・ホーフ、ゲルバーバッハ地区のケルヴェハウス、モリトールシェ・ハウスなど個別の建物にも見所は多い。

### 公園

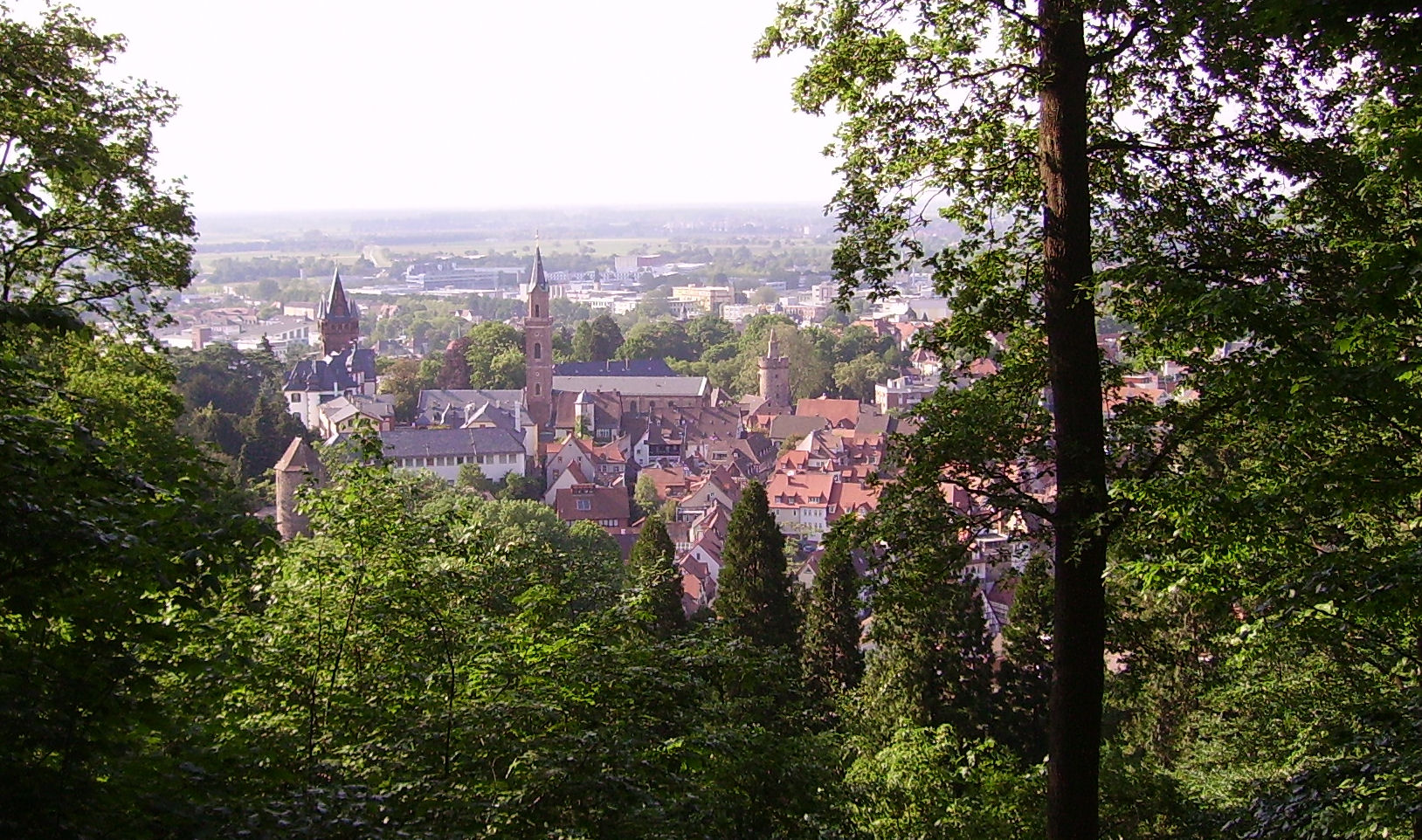
エクソーテンヴァルトからヴァインハイム旧市街を臨む

約60haの敷地に170種類の樹木を有するエクソーテンヴァルトは、ベルクハイム男爵クリスティアンによって1860年から建設された。穏やかな気候のため、ニワウルシ、スギ、アトラス・シダーが育っている。エクソーテンヴァルトは、高さ60mに達するセコイアがあることで知られている。エクソーテンヴァルトはベルクシュトラーセ沿いに位置し、シュロスパーク（城館庭園）と繋がっている。城館庭園にはドイツで最も大きく、最も古いヒマラヤスギがある。また、この公園には1720年に植えられたレバノンスギもある。高さ23m、樹冠の直径27m、幹の周囲5.2mに育っている。また、異例の高さと樹齢のイチョウの木もここで見ることができる。

### ゼクス・ミューレン・タール
ヴァインハイムにはゼクス・ミューレン・タール（6つの水車の谷）がある。ここにある水車は以下の通り。
- カルレバッハミューレ
- キンシャーフシェ・ミューレ
- オベーレ・フックスシェ・ミューレ
- ウンテーレ・フックスシェ・ミューレ
- ヒルダーブラントシェ・オベーレ・ミューレ
- ヒルダーブラントシェ・ウンテーレ・ミューレ

### その他の見所
- ヘルマンスホーフ（庭園）

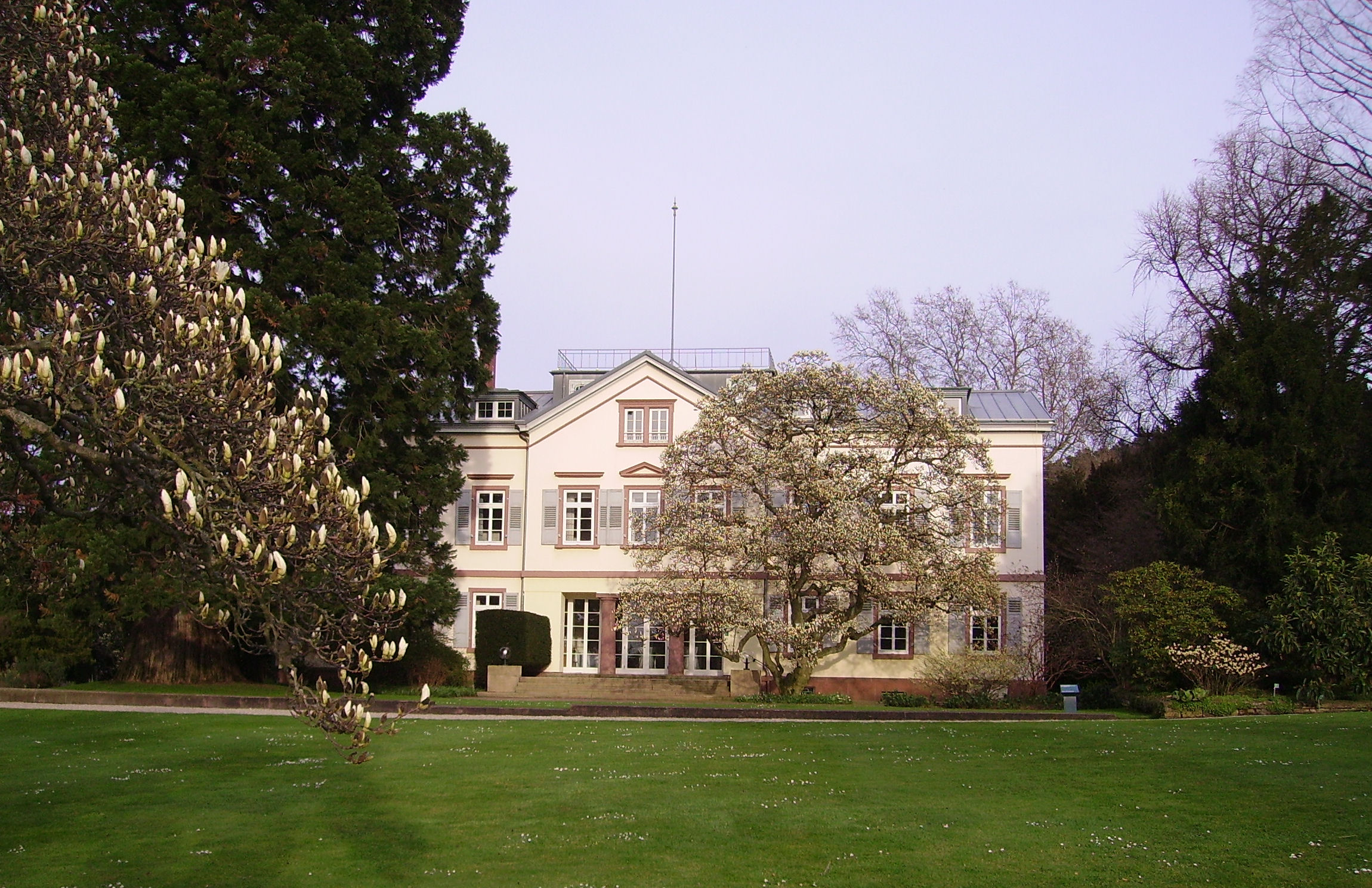
ヘルマンホーフ

- 1903年に赤色砂岩を用いてユーゲントシュティール様式で造られたローデンシュタイナーの泉
- ヴァッヒェンベルク: ビルケンシュタイナハ渓谷の出口に位置する採石場。石英斑岩が採掘されている。
- オーバーフロッケンバッハおよびリッペンヴァイアーに設けられたゲオパーク『岩石、山峡、伝説』遊歩道

### レクリエーション・スポーツ施設
- ゼップ＝ヘルベルガー・シュターディオン
- 森の水泳施設（TSG トレーニングプール）
- ヴァイトゼー水浴場
- ミラマール・レクリエーションプール
- スポーツセンター（屋内プール、TSGホール、ビーチバレーコート）
- ホーエンザクセン屋内プール
- アスレチック・クラブ・スポーツパーク
- アルタウのグライダー用飛行場
- TSGヴァルトシュターディオン
- RuFヴァインハイムの乗馬施設

### スポーツ
ACヴァインハイムおよびTSGヴァインハイムはバーデン北部で最も会員数の多いスポーツクラブに数えられている。後者にはアメリカン・フットボール・チーム ヴァインハイム・ロングホーンズが属している。この他にヴァインハイムには、地元のサイクリング・チームであるチーム・ベルクシュタオラーセやファウスト＝バル（ドイツ式バレーボール）のTV 1920、モータースポーツクラブ MSCオーバーフロッケンバッハなどがある。

### 年中行事
- 2月: ハイジャンプ・ガラ。世界レベルの高跳び選手が参加する。
- 3月: 夏のパレード
- 5月/6月（昇天の祝日の週末）: ヴァインハイマー・ゼニオーレン＝コンヴェント大会
- 6月 - 8月: ヴァインハイム・カルチャー・サマー
- 6月: リッチュヴァイアーのショイアーフェスト
- 7月: ヴァインハイムの自転車ロードレース
- 5月 - 9月: リッペンヴァイアー、ズルツバッハ、リュッツェルザクセン、オーバーフロッケンバッハ、ホーエンザクセンの教会祭
- 8月（第2週末）: ヴァインハイムの教会祭（金曜から月曜）
- 10月: リュッツェルザクセンのベルクシュトラーセのワイン業者祭

## 経済と社会資本

### 経済
ヴァインハイムは、ドイツで7番目の経済圏であるライン＝ネッカー経済圏に属している。
この街は、様々な部門をもつ企業グループであるフロイデンベルク・グループの本社所在地である。この企業グループが関与する分野は、自動車、機械製造、繊維、建設、通信と言った分野に及ぶ。一般には家庭用品のブランド「Vileda」（ビレダ）やフロイデンベルクの従業員が発明したジンマーリングで知られている。この企業グループは54カ国に34,000人の従業員を擁している。

### 交通

#### 道路交通
ヴァインハイムは連邦アウトバーンA5号線（フランクフルト・アム・マイン - カールスルーエ）沿いに位置し、フィールンハイムを経由してマンハイムに至るA659号線の始点にあたる交通の便の良い場所にある。さらに連邦道B3号線、B38号線がヴァインハイムを通る上、バイパスの拡張が行われている。1999年にはヴァインハイムとビルケナウを結ぶ長さ3kmのザウコプフ・トンネルが完成した。

#### 公共交通機関

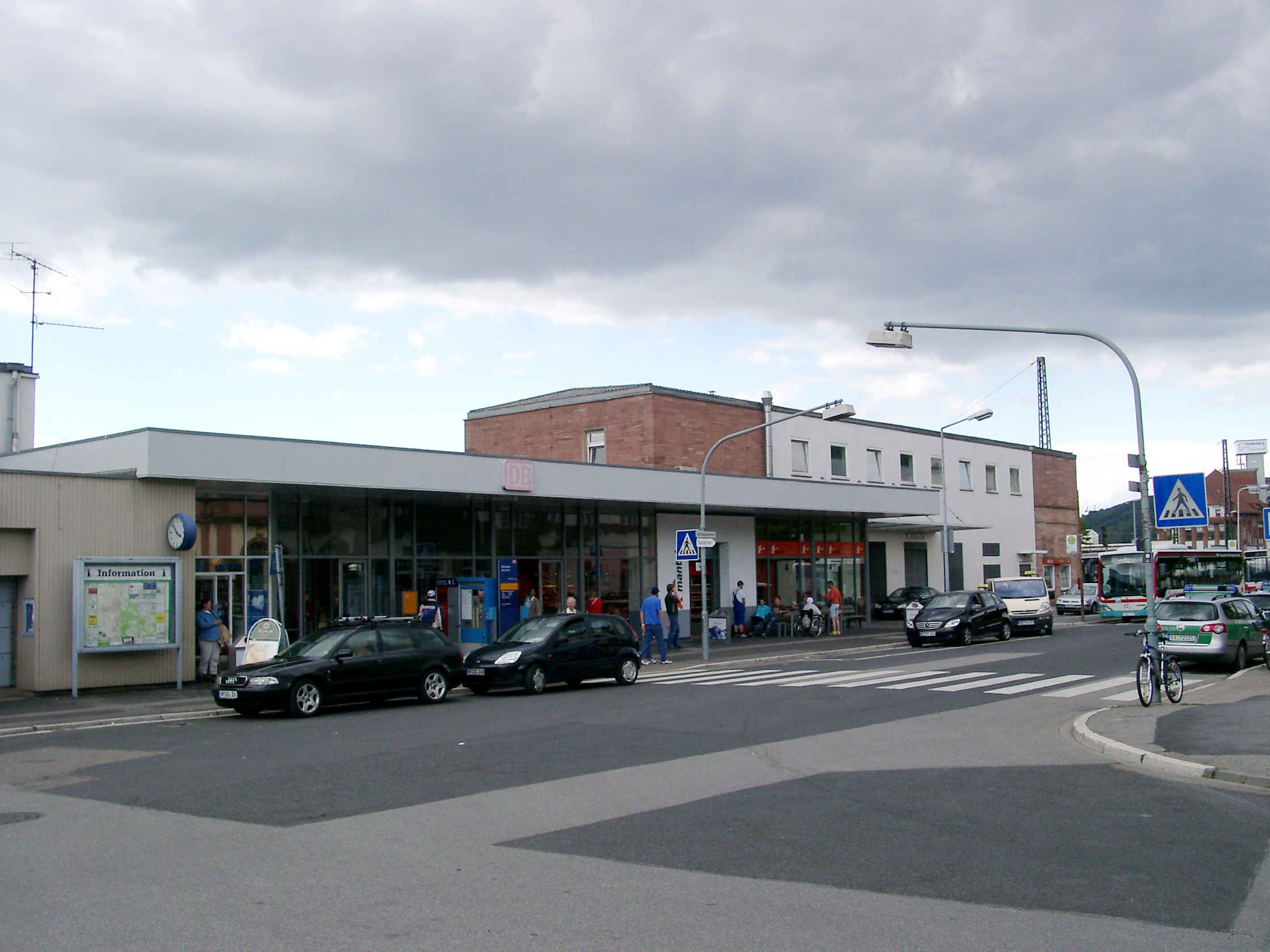
ヴァインハイム駅

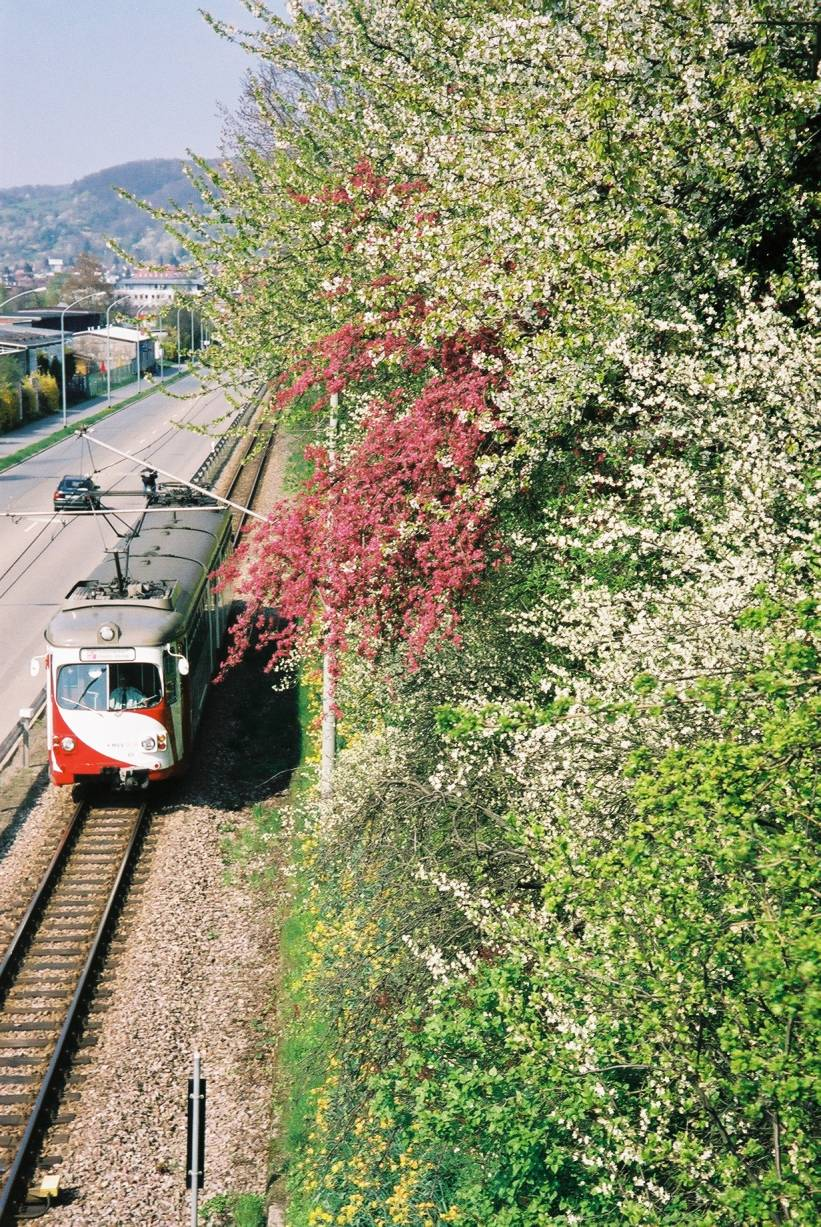
ヴァインハイム付近を走るオーバーライン鉄道

1846年からヴァインハイムを通る、ドイツの主要鉄道路線であるマイン＝ネッカー鉄道のヴァインハイム駅はICの停車駅である。軽便鉄道を改良した近代的な市電であるオーバーライン鉄道は、ヴァインハイムとベルクシュトラーセ沿いの小さな町を経由してハイデルベルクまで、あるいはフィールンハイムを経由してマンハイムまでを結んでいる。また、ヴァインハイムはオーデンヴァルト内のフュルトに至るヴェシュニッツタール鉄道の始点でもある。この鉄道からは、ヴァルト＝ミシェルバッハに向かうユーバーヴァルト鉄道が分岐している。また、かつてはヴォルムスまで行っていたヴァインハイム - フィールンハイム線（現在は貨物輸送のみ）もある。ICEへの乗り継ぎ駅であるマンハイムはすぐ近くであり、国内線の空港（シティ＝エアポート・マンハイム）も近くにある。フランクフルト空港へは鉄道でも車でも約40分以内に到着できる。州都のシュトゥットガルトへは、車なら1時間半、インターシティを利用すれば55分である。カールスルーエには50分以内に到着できる。
ヴァインハイムには合計10系統のバス路線がある。北はヘムスバッハやラウデンバッハまで、南は市境に接するヒルシュベルクのグロースザクセン地区まで運行されている。市内交通網の中心となる乗換ポイントは主要な商店街であるバーンホーフ通り（駅前通り）とハウプト通り（本通り）の交差点に面したデュレプラッツである。2007年からはこれに加えて中央駅から2つの城を巡る行楽路線「ツヴァイ・ブルゲン・バス」が運行している。
ヴァインハイムからオーデンヴァルト渓谷を出て行く地域バス路線がある。
ヴァインハイムはライン＝ネッカー交通連盟のサービス提供地域に含まれる。ヴァインハイム駅からフランクフルト方面は、ライン＝マイン交通連盟に属す。

### メディア
ヴァインハイムでのできごとは、日刊紙のヴァインハイマー・ナハリヒテンやライン＝ネッカー・ツァイトゥングの地方版に掲載される。
以前は、ラジオ・ヴァッヒェンブルクがヴァインハイムから放送していた。（何度も機構変更がなされ、現在はマンハイムのサンシャイン・ライブ）

### 公共施設
ヴァインハイムは、マンハイム地方裁判所管区の区裁判所の所在地である。また、税務署や公証人役場もある。また、ライン＝ネッカー郡の行政機能の支局も多くある（たとえば、自動車運行許可所、営林局、福祉事務所）。警察や刑務所もある。医療に関しては、バーデン＝ヴュルテンベルク疾病保険の事務所があり、郡立病院がある。
この都市は、プロテスタントのバーデン地方教会ラーデンブルク＝ヴァインハイム教会管区の本部所在地であり、フライブルク大司教区ヴァインハイム首席司祭区本部の所在地でもある。

### 教育
ヴァインハイムには3つの一般教養ギムナジウム（ヴェルナー・ハイゼンベルク・ギムナジウム、ディートリヒ・ボンヘッファー・シューレ、および私立ギムナジウム）、2つの実科学校（フリードリヒ実科学校、ディートリヒ・ボンヘッファー・シューレ）、ヨハン・ゼバスティアン・バッハ養護学校および多くの基礎課程・本課程学校がある。
ライン＝ネッカー郡は、経済学ギムナジウムを併設したヨハン・フィリップ・ライス・シューレ（商業）、ハンス・フロイデンベルク・シューレ（経営学）、ヘレン・ケラー・シューレ（家政学）の3つの職業学校、および精神障害者のためのマリア・モンテソーリ・シューレを運営している。また、教育学の私立ペーター・コッホ・シューレもある。
ヴァインハイムは、ドイツ・製パンアカデミー・ヴァインハイム（旧 ドイツ・製パン連邦専門学校）はドイツの製パン業の中心的な卒後研修施設である。このアカデミーは、ゴルクスハイマー渓谷のヴァルトシュロスにある。
さらにこの都市には、市民大学、音楽学校、市立図書館がある。

## 人物

### 出身者
- ハインリヒ・ヒュブシュ（1795年 - 1863年） 上級建築監督官
- フィリップ・ビッケル（1829年 - 1914年） バプテスト神学者、ジャーナリスト
- フリードリヒ・アウグスト・ベンダー（1847年 - 1926年） 化学者、企業家
- ヴィルヘルム・プラッツ（1866年 - 1929年） 工場主、作家
- リヒャルト・フロイデンベルク（1892年 - 1975年） ドイツ労働党州代表、ドイツ連邦議会議員、長年にわたり市議会議員を務め、市の慈善事業に関与した。
- エルヴィン・リンダー（1903年 - 1968年） 俳優、声優
- ヴェルナー・アンドレアス・アルベルト（1935年 - ） 指揮者

### ゆかりのある人物
- イングリート・ノル（1935年 - ） 推理作家（代表作『女薬剤師』）、ヴァインハイム在住
- ギュンター・デッカート（1940年 - 2022年）政治家。ドイツ国家民主党党首を務めた。ヴァインハイムで亡くなった。

## 引用
1. ↑  Statistisches Landesamt Baden-Württemberg – Bevölkerung nach Nationalität und Geschlecht am 31. Dezember 2023 (CSV-Datei)
2. ↑  Max Mangold, ed (2005). Duden, Aussprachewörterbuch (6 ed.). Dudenverl. p. 832. ISBN 978-3-411-04066-7
3. ↑  バーデン＝ヴュルテンベルク州統計局、2004年12月31日現在
4. ↑  Hauptsatzung der Stadt Weinheim vom 1. September 1994 zuletzt geändert am 22. September 2004
5. ↑  Arbeitsgemeinschaft für die Erforschung der Geschichte der Juden im süddeutschen und angrenzenden Raum: Weinheim
6. ↑  Herwig John, Gabriele Wüst: Wappenbuch Rhein-Neckar-Kreis. Ubstadt-Weiher 1996, ISBN 3-929366-27-4, S. 124
7. ↑  北緯49度32分45.13秒 東経8度40分10.63秒 / 北緯49.5458694度 東経8.6696194度
8. ↑  樹木のカレンダー